# Vierge Notre-Dame de Bon-Espoir
 (février 2021).
La mise en forme du texte ne suit pas les recommandations de Wikipédia : il faut le « wikifier ».
Les points d'amélioration suivants sont les cas les plus fréquents :
- Les titres sont pré-formatés par le logiciel. Ils ne sont ni en capitales, ni en gras.
- Le texte ne doit pas être écrit en capitales (les noms de famille non plus), ni en gras, ni en italique, ni en « petit »…
- Le gras n'est utilisé que pour surligner le titre de l'article dans l'introduction, une seule fois.
- L'italique est rarement utilisé : mots en langue étrangère, titres d'œuvres, noms de bateaux, etc.
- Les citations ne sont pas en italique mais en corps de texte normal. Elles sont entourées par des guillemets français : « et ».
- Les listes à puces sont à éviter, des paragraphes rédigés étant largement préférés. Les tableaux sont à réserver à la présentation de données structurées (résultats, etc.).
- Les appels de note de bas de page (petits chiffres en exposant, introduits par l'outil «  Source ») sont à placer entre la fin de phrase et le point final[comme ça].
- Les liens internes (vers d'autres articles de Wikipédia) sont à choisir avec parcimonie. Créez des liens vers des articles approfondissant le sujet. Les termes génériques sans rapport avec le sujet sont à éviter, ainsi que les répétitions de liens vers un même terme.
- Les liens externes sont à placer uniquement dans une section « Liens externes », à la fin de l'article. Ces liens sont à choisir avec parcimonie suivant les règles définies. Si un lien sert de source à l'article, son insertion dans le texte est à faire par les notes de bas de page.
- La présentation des références doit suivre les conventions bibliographiques. Il est recommandé d'utiliser les modèles {{Ouvrage}}, {{Chapitre}}, {{Article}}, {{Lien web}} et/ou {{Bibliographie}}. Le mode d'édition visuel peut mettre en forme automatiquement les références.
- Insérer une infobox (cadre d'informations à droite) n'est pas obligatoire pour parachever la mise en page.

Pour une aide détaillée, merci de consulter Aide:Wikification.
Si vous pensez que ces points ont été résolus, vous pouvez retirer ce bandeau et améliorer la mise en forme d'un autre article.

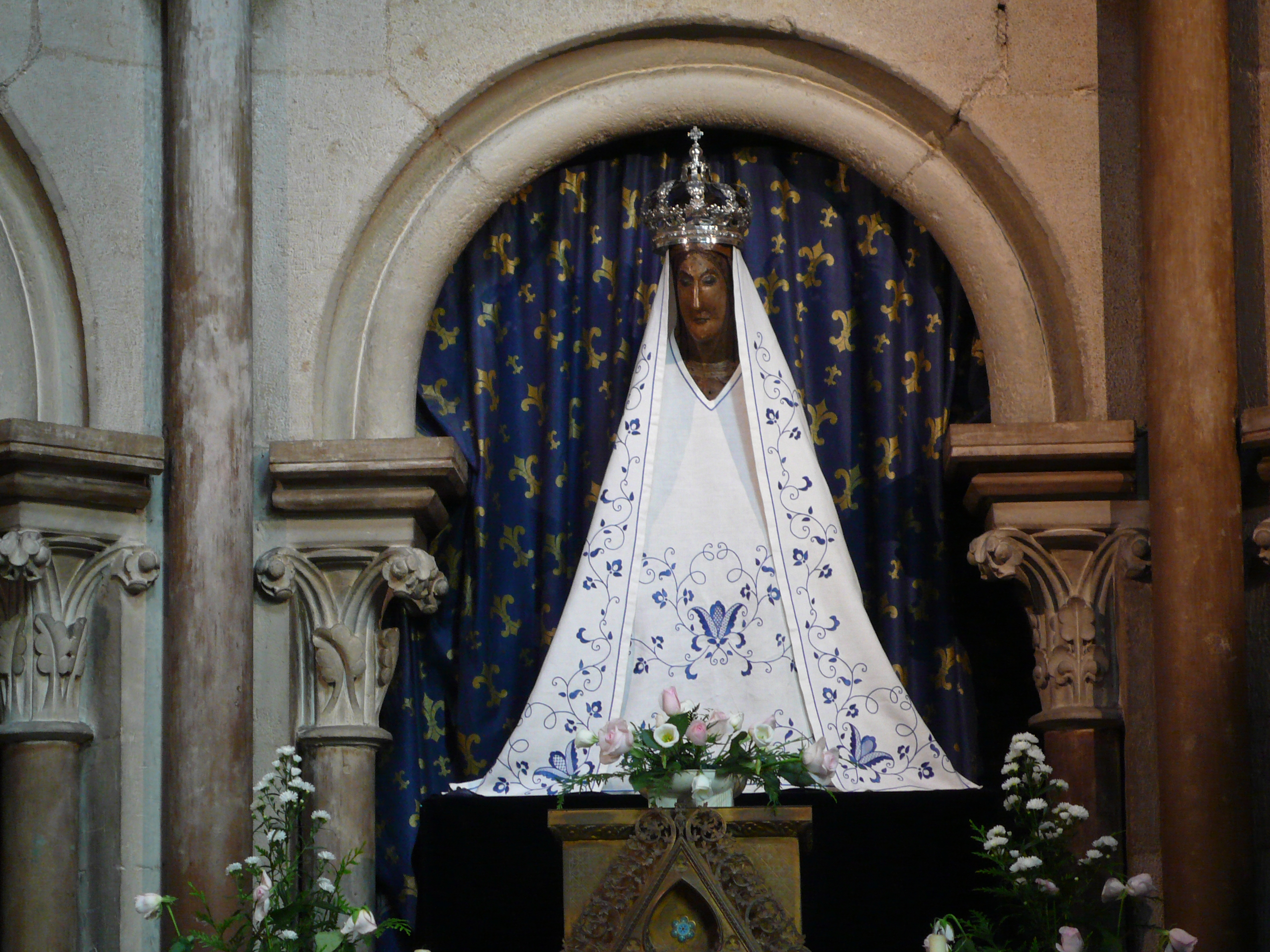
La statue Notre-Dame de Bon-Espoir habillée

La Vierge Notre-Dame de Bon-Espoir est une sculpture de Vierge à l'Enfant conservée à l’église Notre-Dame de Dijon. Elle est présentée dans la chapelle gauche du chœur. Elle a été réalisée entre la fin du Xe siècle et la première moitié du XIe.

## Description de la sculpture

### Généralités
La Vierge est sculptée dans du bois de tilleul et mesure 85 cm de hauteur, 26 cm de largeur et 17 cm de profondeur. Elle est en relativement bon état pour sa période de fabrication. Elle fait partie des sculptures les plus anciennes de Côte-d'Or.
Elle est la propriété de la commune de Dijon et a été classée aux Monuments Historiques en 1901.

### Iconographie
La Vierge Marie est représentée en majesté, sur son trône, présentant l'Enfant de ses deux mains qui sont de nos jours manquantes. Elle porte une robe (bliaud) à manches pendantes, un long voile blanc sur la tête ainsi qu'une couronne. Ce voile couvre ses épaules et descend jusqu'à sa taille. La robe est argentée avec des feuilles d'argent, aujourd'hui oxydées, et sur lesquelles sont réalisées des petites croix dorées à la feuille d'or. Les manches sont bordées d'un galon plat doré à la feuille tout comme le décolleté de la robe. L'intérieur des manches est peint de rouge. Les cheveux sont finement représentés et coiffés en deux longues nattes en torsade qui descendent symétriquement devant les épaules de la Vierge et jusqu'à sa taille. L'Enfant est aujourd'hui manquant. Il n'était pas sculpté dans le même tronc que la Vierge, tout comme les mains de la Vierge. Ces dernières ainsi que l'Enfant étaient fixés à la Vierge par des chevilles en bois. Les pieds de la Vierge sont eux aussi manquants et devaient être posés sur un socle aujourd'hui disparu.
Sur la couronne ainsi que la robe, des traces de trous sont visibles. Ils servaient à insérer des de décors de cristaux de roche ou en métal précieux. Sur la couronne, il y a cinq ou six cabochons, ovales et arrondis en alternance. Sur l'encolure de le galon de l'encolure de la Vierge, la trace d'un grand cristal de roche ou d'un important décor rond en métal est aussi visible.

### Stylistique et influences
La Vierge Notre-Dame de Bon-Espoir est une Vierge de type Théotokos avec son bliaud, son voile et sa couronne. La sculpture transmet l'autorité de la Vierge à travers la frontalité de Marie, sa forme hiératique, son regard détaché, mais aussi son habillement puisqu'elle est représentée dans les habits d'une noble de l'époque. Les gestes sont rigides et appuient également l'autorité mariale se dégageant de la sculpture.
Les traits et les plis sont étonnement travaillés tout en finesse. Ils sont nombreux et se développant dans de nombreuses directions. Sur le ventre de la Vierge des plissés arrondis sont visibles et font remonter le vêtement. Ce trait stylistique ainsi que le traitement des plis du voile font penser à une influence du style byzantin. Néanmoins il faut souligner que ce n'est pas une reprise absolue de l'art byzantin puisqu'elle cohabite avec une forme plastique plus pleine et affirmée. La finesse et l'élégance des traits, principalement des plis du voile rappellent clairement l'art ottonien, notamment les bas-relief de l'orfèvrerie, des ivoires et même l'enluminure .

## Restauration et recherche scientifique
Une restauration a été réalisée par Pierre André en 1945. Il est possible que c'est lors de cette restauration que la base actuelle de la sculpture ait été ajoutée.
La statue a été étudiée plus récemment au cours d'une intervention de conservation par l'atelier de restauration Cren, qui s'occupe de la conservation et restauration d’œuvres des Monuments Historiques. Ainsi une datation radiométrique au carbone 14 a montré que la statue a été réalisée entre la fin du Xe et le milieu du XIe siècle.

## Historique de l’œuvre
La sculpture Notre-Dame de Bon-Espoir était autrefois priée sous le nom de "Notre-Dame du Marché" ou "Notre-Dame de l'Apport" puisqu'elle proviendrait d'une chapelle bâtie près du marché public de Dijon, en dehors du castrum. Elle prit le nom de "Notre-Dame de l'Espoir" après la délivrance du siège de Dijon en 1513 qui évolue en "Notre-Dame de Bon-Espoir" au XVIIe siècle . C'est une  Vierge noire dont le culte est très présent à la fin du XVIe siècle. Aujourd'hui c'est sa polychromie d'origine qui est visible grâce à la restauration de 1965.